# 37-мм автоматическая зенитная пушка образца 1939 года (61-К)
37-мм автомати́ческая зени́тная пу́шка образца́ 1939 го́да (61-К) (индекс ГРАУ — 52-П-167) — советская зенитная пушка периода Великой Отечественной войны. Разработана на основе шведской 40-мм пушки Bofors. Главный конструктор — М. Н. Логинов. Являлось первой советской автоматической зенитной пушкой, запущенной в крупносерийное производство. На базе 61-К было создано семейство корабельных зенитных орудий, эта пушка устанавливалась на первые советские серийные самоходные зенитные установки на гусеничном шасси ЗСУ-37. 37-мм зенитные пушки 61-К активно использовались в течение всей Великой Отечественной войны, в течение долгого времени состояли на вооружении Советской Армии. Помимо борьбы со штурмовиками, истребителями-бомбардировщиками и пикирующими бомбардировщиками, 61-К в 1941 году использовались и как противотанковые орудия. В послевоенное время многие орудия были поставлены за рубеж и в составе иностранных армий приняли участие в различных послевоенных конфликтах. На вооружении армий многих государств 61-К находятся и по сей день.

## История создания

### Автоматические зенитные пушки Российской империи
Первые малокалиберные автоматические пушки появились в России в 1888 году, когда Военным ведомством были проведены испытания 37-мм автоматической пушки Максима. В 1890-х годах некоторое количество пушек Максима было установлено на кораблях российского флота с целью борьбы с малыми миноносцами. В 1901 году Обуховский завод освоил производство данных орудий, однако русско-японская война показала неэффективность малокалиберных орудий для борьбы с миноносцами.
С началом Первой мировой войны выявилась потребность в малокалиберных автоматических орудиях как средства борьбы с авиацией противника. Морское ведомство заказало Обуховскому заводу 120 пушек Максима, сдача которых началась с 1918 года как на флот, так и в армию. Кроме того, в Великобритании было закуплено некоторое количество 40-мм автоматических пушек Виккерса, представлявших собою несколько облегчённый и упрощённый вариант пушек Максима, а 60 орудий этого типа было заказано Обуховскому заводу. Орудия Максима и Виккерса устанавливались на различных лафетах, в том числе и на тумбовых с максимальным углом возвышения +80—85°, позволяющих вести зенитную стрельбу. Кроме того, в Россию из США в 1916—1917 годах было поставлено 216 37-мм автоматических пушек Маклена, но их лафеты имели максимальный угол возвышения +15°, что исключало зенитную стрельбу.

### Ранние работы по автоматическим зенитным пушкам в СССР
Опыт Первой мировой и Гражданской войн подтвердил эффективность малокалиберных автоматических орудий как средства борьбы с авиацией противника. В 1920—1923 годах Обуховским заводом продолжалось производство пушек Максима и Виккерса в количестве 10—30 орудий ежегодно. В 1920-х годах как заново изготовленные, так и ранее выпущенные орудия устанавливались исключительно на кораблях и бронепоездах, из полевых войск зенитные автоматы были изъяты. В 1926 году конструкторским бюро завода «Большевик» (бывший Обуховский завод) были начаты работы по модернизации автоматической пушки Виккерса, направленные на улучшение баллистики и повышение надёжности пушки; кроме того, калибр орудия был изменён с 40 на 37 мм. Новое орудие получило официальное наименование «37-мм автоматическая зенитная пушка обр. 1928 г.», прошло испытания и было запущено в серийное производство. Для орудия были разработаны различные типы лафетов, в том числе тумбовая установка на грузовом автомобиле и полевой трёхстанинный лафет Б-5 с отделяемым двухколёсным ходом. Однако в войска пушки обр. 1928 г. так и не поступили — завод им. Калинина (присвоивший орудиям индекс 11-К) с 1929 по 1932 год так и не смог сдать ни одного автомата. Проектные работы по 45-мм автоматической зенитной пушке проводились и в Коврове, однако они были прекращены до этапа изготовления опытного образца.
В 1930 году СССР и немецкая фирма «Рейнметалл» (в лице подставного ООО «БЮТАСТ») заключили договор на поставку ряда образцов артиллерийского вооружения, в том числе и автоматических зенитных пушек. Согласно условиям договора, фирмой «Рейнметалл» в СССР была поставлена документация и ряд полуфабрикатов на 37-мм зенитную пушку, принятую в СССР на вооружение под официальным названием «37-мм автоматическая зенитная пушка обр. 1930 г.». В 1931—1932 годах завод им. Калинина пытался освоить серийное производство данного орудия (присвоив ему индекс 4-К), однако эти попытки не увенчались успехом, и в 1932 году орудие было снято с производства. В Германии доработанный вариант орудия был принят на вооружение и массово выпускался под индексом 3,7-cm Flak 18.
С 1932 года проектирование 37-мм зенитных автоматов велось в конструкторском бюро под руководством М. Н. Кондакова. Орудие, получившее индекс АКТ-37, разрабатывалось как универсальное, предназначенное для использования как в качестве зенитного орудия, так и в качестве авиационной пушки. Орудие имело магазинное питание (по 5 патронов), высокую скорострельность и малую отдачу; недостатками системы были сложность её установки и регулировки, а также затруднённость заряжания. Опытный образец АКТ-37 был изготовлен в 1935 году, в 1936 году орудие прошло полигонные испытания как авиационная пушка. Для зенитного варианта пушки было разработано два типа лафетов — трёхстанинный двухколёсный ЛАКТ и тумбовый (для установки на автомобилях и четырёхколёсных повозках) ТАКТ. В 1938 году АКТ-37 на лафетах ЛАКТ и ТАКТ проходила испытания, по итогам которых работа по ним была прекращена вследствие непригодности автоматов для длительной стрельбы и нецелесообразности их дальнейшей доработки. С 1936 года Кондаков работал над модернизацией АКТ-37 под индексом АСКОН-37, направленной на увеличение начальной скорости и скорострельности орудия. В 1938 году проводились испытания опытного образца орудия, по итогам которых было решено отказаться от принятия данного автомата на вооружение в связи со сложностью его конструкции. Также с 1935 года Кондаковым велись работы по 45-мм автоматической зенитной пушке АСКОН-45; в 1937 году был изготовлен опытный образец орудия, однако к маю 1938 года работы по пушке были прекращены по инициативе конструктора.

### Автоматические зенитные пушки Шпитального и 100-К
К середине 1930-х годов отсутствие автоматических зенитных пушек в армии и на флоте стало совершенно нетерпимым, в связи с чем руководством страны были ускорены работы в данном направлении. В 1935 году Постановлением Совета Труда и Обороны Б. Г. Шпитальному и заводу им. Калинина было поручено к концу года разработать 37-мм автоматическую пушку. В 1936 году была изготовлена опытная серия из 20 орудий, установленных на автомобилях и в башне танка Т-26. Результаты испытаний показали ряд недостатков системы, в связи с чем на вооружение она не принималась.
В марте 1938 года на заводе им. Калинина был изготовлен опытный образец 37-мм автоматической зенитной пушки, получившей индекс 100-К. Пушка была создана группой конструкторов под руководством Е. В. Чарнко, И. А. Комарицкого и Л. В. Люльева. Автоматика орудия работала по схеме с отводом газов из канала ствола, орудие имело барабанный магазин и мощный дульный тормоз, благодаря которому удалось отказаться от тормоза отката. В 1938 году орудие прошло полигонные испытания и было признано удовлетворяющим предъявленным требованиям, но требующим доработки, которая так и не была проведена.

### Пушки 49-К и 61-К
В конце 1937 года на заводе № 8 им. Калинина был изготовлен первый опытный образец 45-мм автоматической зенитной пушки, получившей заводской индекс ЗИК-45, позднее изменённый на 49-К. Орудие было создано по образцу 40-мм автоматической пушки «Бофорс». В начале 1938 года орудие прошло заводские испытания и было направлено на полигонные испытания, проходившие вначале на временном тумбовом лафете, а затем — на штатном четырёхколёсном лафете. Испытания выявили необходимость доработки орудия, которая была проведена в начале 1939 года. Летом 1939 года орудие прошло повторные полигонные испытания, позднее — испытания на живучесть. В 1939 году орудие было принято на вооружение под официальным наименованием «45-мм автоматическая зенитная пушка обр. 1939 года», завод им. Калинина получил заказ на производство в 1940 году 190 пушек.
Некоторые специалисты Артиллерийского управления РККА считали калибр 45 мм слишком большим для полевых зенитных орудий, в связи с чем в январе 1938 года КБ завода им. Калинина под руководством М. Н. Логинова было предложено создать на базе 49-К 37-мм автоматическую зенитную пушку. Новое орудие, получившее индекс ЗИК-37 (позднее изменённый на 61-К), было спроектировано в короткие сроки — уже 10 октября 1938 года опытный образец орудия был отправлен на полигонные испытания. В 1939 году орудие было принято на вооружение под официальным обозначением «37-мм автоматическая зенитная пушка обр. 1939 г.» и запущено в серийное производство. В 1940 году было принято окончательное решение о вооружении РККА автоматическими зенитными пушками калибра 37 мм, в связи с чем производство 49-К было остановлено. Специалист в области артиллерии А. Б. Широкорад критикует это решение, указывая, что конструктивно 49-К и 61-К почти не отличались, имели близкую стоимость (60 тыс. рублей против 55 тыс. рублей), но при этом досягаемость и разрушительное действие 45-мм снарядов существенно выше.
В целом же сторонники калибра 37 мм аргументировали свою позицию тем, что ни 45-мм, ни 37-мм снаряды на тот момент не имели бесконтактного взрывателя; цель поражалась только при прямом попадании снаряда. А даже один снаряд калибром 37 мм гарантированно выводил из строя почти любой самолёт конца 1930-х. Таким образом, зенитный снаряд 45-мм калибра имел избыточную мощность. При этом снаряды меньшего калибра проще доставлять, они занимают меньше места при хранении и транспортировке, снаряжённая обойма весит меньше (то есть облегчается работа заряжающего). И, что очень важно, уменьшается вес самой пушки.

## Серийное производство
Серийное производство 61-К планировалось начать в 1939 году на заводе № 8 им. Калинина. Предполагался выпуск опытной серии из 15 автоматов, однако в войска они не передавались. С 1940 года производство было организовано на заводе № 4 им. Ворошилова. За этот год было сдано 544 орудия (при плане 900). В 1941 году изначально было заказано 1700 орудий. В первом полугодии было изготовлено 826 пушек, до эвакуации завода сдали ещё 1327 автоматов. Уже на новом месте, в Красноярске, завод до конца года произвёл всего 76 установок. Производство завершилось в 1945 году (орудия для полевых установок, для самоходных зенитных орудий производство продолжалось и в 1946 году). Корабельный вариант 70-К производился до 1956 года. В 1950-х годах на смену 61-К разрабатывались новые 37-мм автоматические зенитные пушки, известные под заводскими индексами МИК-4, ЗИВ-4, 500П, А-15, однако ни одна из них на вооружение принята не была, за исключением пушки 500П, короткое время находившейся в серийном производстве в виде счетверённой установки «Шквал». Та же судьба постигла созданную в начале 1960-х годов самоходную зенитную установку ЗСУ-37-2 «Енисей».
| Производство 37-мм автоматических зенитных пушек обр. 1939 г., шт. |                  |      |      |      |      |      |      |      |       |
| Вариант установки                                                  | Производитель    | 1940 | 1941 | 1942 | 1943 | 1944 | 1945 | 1946 | Всего |
| Полевая                                                            | № 4 (Коломна)    | 544  | 2153 |      |      |      |      | —    | 2697  |
| Полевая                                                            | № 4 (Красноярск) |      | 76   | 3896 | 5477 | 5998 | 1545 |      | 16992 |
| Всего                                                              | Всего            | 544  | 2229 | 3896 | 5477 | 5998 | 1545 |      | 19689 |
| Для ЗСУ-37                                                         | № 4 (Красноярск) | —    | —    | —    | —    | —    | 100  | 200  | 300   |

| Производитель    | 1-е полугодие | июль | август | сентябрь | октябрь | ноябрь | декабрь | Всего |
| ---------------- | ------------- | ---- | ------ | -------- | ------- | ------ | ------- | ----- |
| № 4 (Коломна)    | 826           | 350  | 385    | 420      | 172     |        |         | 2153  |
| № 4 (Красноярск) |               |      |        |          |         | 13     | 63      | 76    |

## Устройство
37-мм автоматическая зенитная пушка образца 1939 года представляет собою одноствольное малокалиберное автоматическое зенитное орудие на четырёхстанинном лафете с неотделяемым четырёхколёсным ходом. Автоматика пушки основана на использовании силы отдачи по схеме с коротким откатом ствола с затвором, имеющим перемещение, не совпадающее с направлением движения ствола. Открывание и отпирание затвора происходит во время отката ствола, а закрывание и запирание — после наката ствола и досылки очередного патрона. Все действия, необходимые для производства выстрела (открывание затвора после выстрела с экстрагированием гильзы, взведение ударника, подача патронов в патронник, закрывание затвора и спуск ударника) производятся автоматически. Вручную осуществляется прицеливание, наведение орудия и подача обойм с патронами в магазин. Конструктивно орудие состоит из ствола с затвором, люльки с механизмами и противооткатными устройствами, станка с механизмами наводки и повозки. Ствол и люлька составляют качающуюся часть пушки, станок с качающейся частью является вращающейся частью орудия. Расчёт орудия состоит из семи человек, из которых во время стрельбы на платформе станка находится пятеро: наводчик по азимуту, установщик скорости и дальности на прицеле, наводчик по углу возвышения, установщик курса и угла пикирования или кабрирования на прицеле, заряжающий.

### Ствол
Ствол орудия состоит из трубы, казённика и пламегасителя. Труба служит для направления полёта снаряда и придания ему вращательного движения, канал трубы разделяется на нарезную часть и патронник, соединяемые коническим скатом, в который при заряжании упирается ведущий поясок снаряда. Нарезная часть имеет 16 нарезов постоянной крутизны с углом наклона 6°, длина хода нарезов 30 калибров, глубина нарезов 0,45 мм, ширина нареза — 4,76 мм, ширина поля — 2,5 мм. Длина патронника — 251 мм, камора имеет объём 0,267 дм³. Пламегаситель служит для предохранения наводчиков от ослепления при выстреле и смягчения резкого звука выстрела. Длина ствола без пламегасителя и казённика — 62,6 калибра (2,315 м), с пламегасителем — 2,729 м. Вес ствола — 65,5 кг. Ввиду высокой начальной скорости снаряда и значительного нагрева ствола вследствие большой скорострельности орудия, ствол при стрельбе быстро изнашивается. В связи с этим предусмотрена возможность быстрой смены трубы ствола в полевых условиях силами расчёта.

### Затвор и механизм автоматического заряжания
Затвор клиновой, вертикально падающий. Открывание и закрывание затвора происходит при движении клина в пазу казённика вверх и вниз. Автоматическое открывание затвора производится копиром, расположенным на люльке слева, открывание вручную — рукояткой, расположенной там же. Затвор состоит из запирающего, ударного, выбрасывающего механизмов и копира. Устройство затвора позволяет вести как автоматический, так и одиночный огонь. Кроме того, имеется механизм взаимной замкнутости, автоматически прекращающий стрельбу в том случае, если заряжающий не успевает подать в магазин очередную обойму с патронами, и автоматически же возобновляющий стрельбу без перезаряжания после подачи патронов. Механизм автоматического заряжания предназначен для непрерывной подачи патронов в патронник, состоит из магазина и лотка с досылателем. Заряжание производится из обойм, вручную подаваемых сверху в магазин заряжающим, причём новая обойма могла быть подана до израсходования предыдущей, что обеспечивало возможность ведения непрерывного огня, ограниченного лишь навыками заряжающего и интенсивностью нагрева ствола. В обычных условиях практическая скорострельность составляла 120 выстр/мин, конструкция автоматики обеспечивала темп стрельбы до 160—170 выстр/мин.

### Люлька и противооткатные устройства
Люлька служит для направления движения ствола при откате и накате, а также для размещения противооткатных устройств, установлена в цапфенных гнёздах станка на роликоподшипниках. Тормоз отката гидравлический, прикреплён к горловине люльки снизу, имеет компенсатор для регулирования объёма жидкости в случае её разогрева при длительной стрельбе, а также устройство для регулирования скорости наката. Тормоз отката заполняется 0,5 л жидкости. Нормальная длина отката от 150 до 170 мм, наибольшая допустимая — 185 мм. Накатник пружинный, собран на стволе и находится внутри горловины люльки.

### Станок
Станок орудия состоит из верхней и нижней частей. Верхняя часть станка вращающаяся, что обеспечивает горизонтальное наведение орудия. Одновременно, она является основанием для качающейся части орудия. Нижняя часть станка крепится к повозке и служит основанием для верхней части. Верхняя часть станка состоит из двух щёк, поперечной трубы, платформы с сиденьями для наводчиков и ножного спускового механизма. На орудия выпуска с 1943 года к станку крепится щитовое прикрытие, защищающее расчёт от пуль и осколков.

### Механизмы наведения
Механизмы наведения орудия служат для его наводки в вертикальной и горизонтальной плоскости и состоят из подъёмного и поворотного механизмов. Оба механизма имеют две скорости наведения: бо́льшую и меньшую. Меньшая скорость используется для плавной наводки при стрельбе по целям, летящим на средних и больших высотах и дальностях, большая — при стрельбе по быстро движущимся на небольшой высоте целям. Большая скорость подъёмного механизма включается нажатием на ножную педаль; поворотный механизм не имеет устройства переключения скоростей, и переход с большей скорости на меньшую осуществляется использованием штурвала вместо маховика с рукояткой. Угловая скорость наводки составляет для вертикального наведения при большей скорости — 7,5° за один оборот маховика, при меньшей — 3,75°, для горизонтального наведения при большей скорости — 15°, при меньшей скорости — 8,35°.

### Уравновешивающий механизм
С целью обеспечения ведения стрельбы при больших углах возвышения, цапфы люльки значительно отнесены назад от центра тяжести качающейся части, что приводит к её неуравновешенности, затрудняющей работу подъёмного механизма. Неуравновешенность качающейся части компенсируется специальным уравновешивающим механизмом, представляющим собой две пружинные колонки, расположенные между щёками станка.

### Автоматический зенитный прицел
Прицел АЗП-37-1 предназначен для решения задачи встречи снаряда с целью путём выработки упреждённых координат цели по имеющимся данным о её скорости, дальности, курсу, углу пикирования или кабрирования. Дальность до цели определяется однометровым стереодальномером или на глаз, остальные параметры движения цели — на глаз. Прицел смонтирован на кронштейне, закреплённом на люльке. Отдельные механизмы прицела размещены как с левой, так и с правой стороны орудия. Левая сторона прицела состоит из стола, привода стола, механизмов пикирования, кабрирования и стабилизации курса. Правая сторона прицела состоит из приводов скорости и дальности, дифференциала и компенсатора. Кроме того, в трубчатом корпусе, прикреплённом к правой коробке прицела и коробке дифференциала привода ствола, собран компенсатор, а в щёках кронштейна установлен визирный параллелограмм с коллиматорами. Прицел предназначен для ведения огня на дальностях до 4000 м при скорости цели от 1,6 до 140 м/с и максимальном угле пикирования или кабрирования в 70°.

### Повозка
Повозка ЗУ-7 четырёхколёсная, подрессоренная, колёсный ход при переходе в боевое положение не отделяется. Колёса от автомобиля ГАЗ-АА, на шинах ГК, заполненных губчатой резиной. Повозка состоит из рамы, переднего и заднего ходов, механизма управления повозкой, подрессоривания, механизмов перевода орудия из походного положения в боевое и четырёх станин. Передний ход поворотный, служит для изменения направления движения орудия при его буксировке, шарнирно соединён с рамой повозки при помощи балансира. К переднему ходу присоединён механизм управления повозкой. Задний ход жёстко связан с рамой повозки, на орудиях раннего выпуска на нём расположено тормозное устройство. Подрессоривание пружинное, независимое для каждого колеса. Для присоединения пушки к тягачу имеется сцепное устройство.
Для облегчения перехода орудия из походного положения в боевое служат специальные амортизаторы, располагающиеся внутри балки рамы повозки. Для перевода орудия из походного положения в боевое и обратно требуются усилия четырёх человек, хорошо натренированный расчёт осуществляет переход за 25—30 секунд. В боевом положении повозка стоит на четырёх станинах (упорах). Горизонтирование повозки осуществляется при помощи четырёх домкратов и уровней, позволяющих устанавливать орудие на неровной местности. Максимальная скорость буксировки орудия по асфальтированному шоссе — 60 км/ч, по булыжной мостовой — 35 км/ч, по грунтовой дороге — 25 км/ч, по бездорожью — 15 км/ч.

### Перевод орудия из походного положения в боевое
При переводе орудия из походного положения в боевое было необходимо:
1. Разъединить сцепное устройство пушки с тягачом.
2. Снять чехлы и рамку для чехла.
3. Освободить ствол пушки от походного крепления.
4. Закрепить подставку для крепления люльки по-походному.
5. Поставить стрелу привода поворота колёс в центральное положение в горизонтальной плоскости и закрепить стебель стрелы на вилке привода передних колёс.
6. Закрепить посредством штанги стрелу на стебле.
7. Отвести в стороны боковые упоры повозки и закрепить их.
8. Повернуть хода повозки — передний на орудие, задний — от орудия до тех пор, пока повозка не ляжет опорными тарелями на землю.
9. Откинуть назад подставку крепления ствола по-походному.
10. Отгоризонтировать орудие при помощи домкратов.

При необходимости орудие может вести огонь и с походного положения.

## Модификации и варианты

### Полевые орудия
- Орудия раннего изготовления (до 1943 года), без щитового прикрытия.
- Орудия позднего изготовления (с 1943 года), с щитовым прикрытием и рядом мелких конструктивных изменений.
- Двухорудийная установка В-47. В 1944 году КБ завода им. Ворошилова спроектировало двухорудийную установку, представляющую собой две качающихся части пушки 61-К на четырёхколёсной повозке. В 1945 году была выпущена опытная партия из 5 орудий, испытания которых продолжались до 1948 года, когда новая артиллерийская система была принята на вооружение под официальным наименованием «37-мм автоматическая зенитная пушка В-47». В 1949 году завод № 4 выпустил 78 таких орудий, на чём их серийное производство было прекращено[11].

### Самоходные орудия
Было предпринято несколько попыток установки 37-мм зенитных пушек на различные шасси, часть из которых осталась лишь в виде опытных образцов.
- В октябре 1941 года в 124-й танковой бригаде Ленинградского фронта имелось две 37-мм самоходные зенитные установки на шасси танка Т-26, изготовленные на заводе подъёмно-транспортных сооружений имени Кирова[29].
- В июле 1941 года были проведены испытания 37-мм пушки 61-К, установленной в кузове грузового автомобиля ГАЗ-ААА. Испытания показали плохую устойчивость установки при стрельбе и ухудшение проходимости машины, в связи с чем от запуска в серийное производство такой установки было решено отказаться. Тем не менее, в начале 1942 года в Севастополе были изготовлены две самоходные зенитные установки, смонтированные в кузовах грузовых автомобилей. При этом использовались 37-мм зенитные автоматические пушки, снятые с повреждённых кораблей[30].
- К 1942 году группой конструкторов под руководством В. Савина была разработана зенитная башня с 37-мм пушкой для танка Т-34. Башня была подготовлена к серийному производству, которое так и не было начато в связи с нехваткой орудий. В 1942 году было создано и испытано несколько опытных вариантов 37-мм самоходных зенитных установок на гусеничном шасси — СУ-11, ГАЗ-72, У-32. Все они не выдержали испытания по причине недостаточной прочности конструкции и малых скоростей наведения[31].
- В ноябре 1942 года автомобильный завод имени Сталина (ЗИС) спроектировал, изготовил и передал на испытания зенитную самоходную установку ЗИС-43, представлявшую собой установку 61-К в кузове полугусеничного автомобиля ЗИС-42 с забронированной кабиной[32]. На вооружение машина принята не была[11].
- В ноябре 1943 года заводу № 38 было выдано задание по разработке 37-мм самоходной зенитной установки на базе шасси самоходной артиллерийской установки СУ-76. В феврале 1944 года опытная машина, получившая индекс СУ-17, поступила на испытания, прошедшие в целом успешно. Доработкой машины занялось конструкторское бюро завода № 40 в Мытищах, которое в апреле 1944 года изготовило новый опытный образец, наиболее серьёзным отличием которого от прототипа был более мощный двигатель. Однако его испытания прошли неудачно, и было принято решение вернуться к конструкции первого опытного образца. Третий опытный образец поступил на испытания в октябре 1944 года, а в ноябре того же года машина, получившая индекс ЗСУ-37, была рекомендована для принятия на вооружение. Серийное производство машин началось в феврале 1945 года, однако велось медленными темпами — до конца войны по временной технологии было изготовлено лишь несколько машин[33]. В целом установка оказалась неудачной, и её серийное производство было быстро прекращено, а общее количество выпущенных самоходок составило лишь 75 экземпляров[34].

### Вооружение бронепоездов
37-мм автоматические зенитные пушки обр. 1939 г. активно использовались для вооружения бронепоездов, особенно с середины 1942 года. Главным образом орудия устанавливались на специальных бронеплощадках ПВО, по одному или по два орудия на бронеплощадку. С начала 1942 года в производство была запущена бронеплощадка ПВО-4, штатно вооружённая двумя пушками 61-К; данная бронеплощадка находилась в производстве до конца 1944 года.

### Корабельные орудия
- В 1938 году на базе 61-К была создана корабельная автоматическая зенитная установка 70-К. Качающаяся часть орудия была близка к 61-К, отличия касались главным образом лафета орудия. 70-К производилась с 1941 по 1956 год и состояла на вооружении многих кораблей советского ВМФ[36].
- В 1941 году были начаты испытания 37-мм спаренной башенной установки 66-К, орудия которой были близки к 70-К. Установка предназначалась для лёгких крейсеров проекта 68, однако с началом Великой Отечественной войны работы по ней были прекращены[36].
- В 1940 году были проведены заводские испытания 37-мм счетверённой башенной установки 46-К, созданной на базе 70-К. Установка предназначалась для вооружения строящихся линкоров типа «Советский Союз». Система имела электрические приводы горизонтального и вертикального наведения и водяное охлаждение стволов. В связи с началом Великой Отечественной войны работы по установке были прекращены, а опытный экземпляр был установлен на линкор «Октябрьская Революция»[37].

- В 1940 году был разработан технический проект 37-мм спаренной автоматической зенитной установки, представляющей собой два автомата на базе 70-К, установленных в одной люльке. В связи с началом войны работы по установке велись достаточно медленно, и опытный образец вышел на испытания лишь в 1944 году. В 1946 году установка была принята на вооружение под индексом В-11. С 1956 года выпускался модернизированный вариант В-11М, находившийся в производстве до начала 1980-х годов. К 1991 году в ВМФ СССР ещё имелось более 1000 установок В-11 и В-11М[38].

## Организационно-штатная структура
По штату 1939 года, стрелковая дивизия имела зенитно-артиллерийский дивизион из одной батареи 76-мм пушек и двух батарей 37-мм пушек.
В декабре 1941 года вместо зенитно-артиллерийского дивизиона вводится батарея — шесть 37-мм пушек.
На практике, в связи с острым дефицитом орудий большинство дивизий их не имело, в связи с чем в декабре 1942 года зенитно-артиллерийская батарея была исключена из штатов стрелковой дивизии, и единственным средством противовоздушной обороны остались пулемёты ДШК.
В декабре 1944 года в штат гвардейских стрелковых дивизий вновь вводится зенитно-артиллерийский дивизион из двенадцати 37-мм пушек, в июне 1945 года на этот штат были переведены и обычные стрелковые дивизии.
В штатах горнострелковых дивизий 37-мм зенитные пушки появляются в 1941 году в виде зенитно-артиллерийского дивизиона из восьми орудий.
С начала 1942 года 37-мм пушки из штата были исключены, но в 1944 году был вновь введён зенитно-артиллерийский дивизион из шести 37-мм пушек и шести пулемётов ДШК.
В кавалерийских дивизиях 61-К появились летом 1942 года в виде батареи из шести орудий.
В кавалерийских корпусах со второй половины 1942 года имелся зенитно-артиллерийский дивизион из шести 37-мм пушек, с 1943 года дивизион был заменён на полк из шестнадцати таких пушек.
В моторизованных дивизиях, вплоть до их упразднения осенью 1941 года, по штату имелся зенитно-артиллерийский дивизион из четырёх 76-мм орудий и восьми 37-мм орудий.
По штату мотострелковых и механизированных бригад в них с 1942 года имелся зенитно-артиллерийский дивизион из восьми 37-мм пушек, заменённый в 1943 году на зенитно-пулемётную роту. Имели 37-мм зенитные пушки и некоторые танковые бригады (в частности, 1-я гвардейская танковая бригада на 3 июля 1943 года имела отдельный зенитно-артиллерийский дивизион из двенадцати 37-мм пушек и шести пулемётов ДШК).
В зенитно-артиллерийском дивизионе танковых дивизий также имелось восемь 37-мм пушек.
С 1943 года танковые корпуса и механизированные корпуса имели зенитно-артиллерийский полк из двенадцати 37-мм орудий.
Имелись 37-мм автоматические зенитные пушки и в противотанковых частях. В 1941 году были сформированы артиллерийские бригады противотанковой обороны, включавшие зенитный дивизион с 61-К и ДШК. Вскоре после начала войны данные бригады были постепенно расформированы и 37-мм зенитные пушки стали напрямую поступать в противотанковые полки, причём как штатное оружие для борьбы с танками (впрочем, весной 1942 года зенитные автоматы из противотанковой артиллерии были изъяты). В 1942 году начинается формирование истребительно-противотанковых бригад смешанного состава, имевших в качестве средства противовоздушной обороны батарею 37-мм пушек; однако в 1943 году бригады перешли на новый штат, и зенитная батарея из их состава была исключена.
В общевойсковых армиях с 1943 года имелся зенитно-артиллерийский полк с шестнадцатью 37-мм пушками, в гвардейской армии с начала 1945 года имелась зенитно-артиллерийская дивизия, включавшая шестнадцать 85-мм и семьдесят две — 37-мм пушки; такая же дивизия имелась и в танковой армии.
В составе артиллерии РГК имелись отдельные зенитно-артиллерийские полки, состоявшие в разные годы из двенадцати, шестнадцати или двадцати четырёх орудий 61-К. Существовали и зенитно-артиллерийские дивизии, включавшие три—четыре полка.

## Эксплуатанты
- Ангола — некоторое количество, по состоянию на 2020 год[41]
- Бурунди — некоторое количество (Тип 55) по состоянию на 2020 год[42]
- Габон — 10 по состоянию на 2020 год[43]
- Гвинея — 8 по состоянию на 2020 год[44]
- Гвинея-Бисау — 6 по состоянию на 2020 год[44]
- ДРК — 52 по состоянию на 2020 год[45]
- Замбия — 40 M-1939 (61-К), по состоянию на 2021 год[46]
- Зимбабве — 35 по состоянию на 2020 год[47]
- Иран — некоторое количество, по состоянию на 2020 год[48]
- Камбоджа — некоторое количество, по состоянию на 2020 год[49]
- Китай — некоторое количество (Тип 55) по состоянию на 2020 год[50]
- КНДР — некоторое количество, по состоянию на 2020 год[51]
- Куба — некоторое количество, по состоянию на 2020 год[52]
- Лаос — некоторое количество, по состоянию на 2020 год[53]
- Мавритания — 10 по состоянию на 2020 год[54]
- Мадагаскар — 20 (Тип 55) по состоянию на 2020 год[55]
- Мозамбик — 90 + 10 на хранении по состоянию на 2020 год[56]
- Пакистан — 310 (Тип 55 + Тип 65) по состоянию на 2020 год[57]
- Республика Конго — 28 по состоянию на 2021 год[58]
- Сирия — некоторое количество, по состоянию на 2020 год[59]
- Судан — 80 (из них 30 небоеспособных) по состоянию на 2020 год[60]
- Танзания — 120 по состоянию на 2020 год[61]
- Того — 5 по состоянию на 2020 год[62]
- Тунис — 15 (Тип 55 + Тип 65) по состоянию на 2020 год[63]
- Уганда — 20 по состоянию на 2020 год[64]
- Эфиопия — некоторое количество, по состоянию на 2020 год[65]

Статус неизвестен или поставлены на хранение
- Алжир — 150 по состоянию на 2017 год[66]
- Сейшельские Острова — некоторое количество небоеспособных, по состоянию на 2020 год[67]
- Южный Судан — некоторое количество (Тип 65 + Тип 74) по состоянию на 2018 год[68]

### Бывшие эксплуатанты
- СССР — перешли на вооружение вновь образованных государств после распада страны
- Албания — 42 (61-К + С-60) по состоянию на 2009 год[69]
- Афганистан — некоторое количество, по состоянию на 2009 год[70]
- Германия — было на вооружении не менее 390 единиц[71]
- ГДР — на вооружении длительное время после образования ГДР.
- Израиль — некоторое количество на вооружении ВВС, по состоянию на 2009 год[72]
- Ирак — находилось на вооружении некоторое количество

- Йемен — 150 по состоянию на 2009 год[73]
- Мали — 6 по состоянию на 2009 год[74]
- Монголия — некоторое количество, по состоянию на 2009 год[75]
- Польша — значительное количество 61-К, в том числе произведённых по лицензии
- Финляндия — некоторое количество пушек захвачено в 1941г., использовались под наименованием 37 ItK/39 до израсходования боеприпасов[76]
- Чехословакия — было на вооружении не менее 75[77]
- Югославия — не менее 320 61-К[77]

## Служба и боевое применение
Согласно руководству службы орудия, главной его задачей признавалась борьба с воздушными целями на дальностях до 4 км и на высотах до 3 км. В случае необходимости пушка может быть успешно использована и для стрельбы по наземным целям, в том числе по танкам и бронемашинам.
На 1 января 1941 года на балансе ГАУ КА состояло 544 пушки, из которых 2 требовали текущего ремонта.
На 22 июня 1941 года в Красной армии имелось 1214 37-мм автоматических зенитных пушек обр. 1939 г., ещё 44 таких орудия находилось в распоряжении военно-морского флота. При этом, потребность в данных орудиях оценивалась в 5152 шт., таким образом, количество имеющихся орудий составляло лишь 26,6 % от необходимого. Совершенно недостаточными были запасы боеприпасов — в наличии имелось 534 тыс. выстрелов при потребности в 3 млн 205 тыс. выстрелов, таким образом, обеспеченность орудий боеприпасами составляла лишь 17 % от необходимого. В результате с первых же дней войны из войск поступали жалобы на отсутствие боеприпасов для 37-мм пушек. В западных военных округах находилось 817 автоматических зенитных пушек калибра 37—40 мм. В ходе боёв 1941 года, зенитные орудия понесли значительные потери — до 1 сентября 1941 года было потеряно 841 орудие, а всего за 1941 год — 1204 пушки. Кроме борьбы с немецкой авиацией, 61-К активно использовались как противотанковые орудия — в 1941 году в истребительно-противотанковые подразделения было направлено 320 37-мм зенитных автоматов, на 1 января 1942 года в противотанковых частях имелось 196 таких орудий; к весне 1942 года зенитные автоматы из противотанковых частей были изъяты. Огромные потери с трудом восполнялись производством — на 1 января 1942 года в наличии имелось около 1600 37-мм зенитных пушек. За 1941 год было израсходовано 1804 тыс. 37-мм снарядов к зенитным орудиям.
За 1942 год потери составили 584 орудия, было израсходовано 3495,8 тыс. снарядов. На конец года имелось около 4800 37-мм автоматических зенитных пушек. В 1943 году расход снарядов увеличился почти в два раза — до 6266,2 тыс. шт. С этого же года в заметных количествах начались поставки в СССР по ленд-лизу американских 40-мм автоматических зенитных пушек Bofors, которые в опубликованной статистике учитывались совместно с 61-К. Потери 37-мм и 40-мм автоматических зенитных пушек за 1943 год составили около 400 шт., на 1 января 1944 года имелось около 11 300 орудий. Расход 37-мм снарядов за 1944 год составил 7164 тыс. шт, потери 37-мм и 40-мм зенитных пушек — около 500 шт., на 1 января 1945 года имелось около 19 800 орудий. За 1945 год до конца войны было израсходовано 4547,5 тыс. 37-мм снарядов, потери составили около 400 орудий. Общие потери 37-мм и 40-мм автоматических зенитных пушек за войну составили около 3100 орудий. Учитывая, что 25-мм автоматических зенитных пушек 72-К за всю войну было выпущено лишь около 4900 шт., причём до 1943 года данные орудия выпускались в незначительном количестве, можно констатировать, что 61-К в течение Великой Отечественной войны являлись основным средством противовоздушной обороны советских войск, находившихся на линии фронта. По официальным данным, в ходе войны наземными средствами ПВО сухопутных войск было сбито 21 645 самолётов, в том числе зенитными пушками калибра 76 мм и более — 4047 самолётов, зенитными автоматами — 14 657 самолётов, зенитными пулемётами — 2401 самолёт, ружейно-пулемётным огнём — 540 самолётов. На вооружении Советской армии 61-К оставалась как минимум до 1980-х годов (в 1981 году для неё было издано новое руководство службы).
В ходе войны 37-мм автоматические зенитные пушки получили и использовали в ходе боёв национальные части восточноевропейских государств, воевавшие против немецких войск. В частности, 75 орудий получили чехословацкие войска, 320 орудий — югославские части, получали зенитные орудия и польские войска. Значительное количество 61-К было захвачено в качестве трофеев немецкими войсками. В вермахте эти пушки получили индекс 3,7 cm Flak 39(r) и использовались в боях — так, к январю 1944 года в войсках имелось 390 таких орудий. Небольшое количество орудий захватили финские войска, но их использование было очень ограниченным по причине отсутствия боеприпасов — достоверно известно лишь об одном таком случае.
37-мм зенитные пушки образца 1939 года активно использовались в ходе Корейской войны как северокорейскими, так и китайскими частями. По итогам применения, орудие зарекомендовало себя положительно, но в ряде случаев отмечалась недостаточная дальность стрельбы. В качестве примера приводится бой в сентябре 1952 года 36 самолётов P-51 с дивизионом 61-К, в результате которого было сбито 8 самолётов (по советским данным), а потери дивизиона составили одно орудие и 12 человек из состава расчётов.
В послевоенные годы орудие экспортировалось в десятки стран мира, в армиях многих из которых оно стоит на вооружении и в настоящее время. Помимо СССР, орудие выпускалось в Польше на Тарнувском механическом заводе, а также в Китае под индексами Тип 55, Тип 65 и Тип 74 (последние две — двухорудийные установки на базе В-47). Кроме того, в Китае на базе танка Тип 69 и орудия Тип 74 были созданы самоходные спаренные зенитные установки Тип 88 и W-88. Активно использовались 61-К и в ходе Вьетнамской войны (при этом использовалась полукустарная спаренная самоходная зенитная установка на базе танка Т-34, известная как Тип 63). Применялись 37-мм пушки обр. 1939 г. и в ходе арабо-израильских войн, а также в ходе различных вооружённых конфликтов в Африке и в других регионах мира. По мнению специалиста в области артиллерийского вооружения А. Б. Широкорада,

Точное число сбитых ими самолётов посчитать невозможно, но неоспоримо, что именно из этих автоматов сбито наибольшее число самолётов в мире за весь XX век.

Также широко применялась в различных вариантах во время войн в Африке. В том числе, во время Второй гражданской войны в Судане и во время конфликта между центральными Вооружёнными силами и Силами быстрой поддержки.

## Боеприпасы и баллистика
Выстрелы орудия комплектовались в виде унитарного патрона. Длина гильзы 252 мм, вес — 536 г. В гильзе размещён заряд из пороха марки 7/14 (для выстрелов с бронебойными снарядами также использовался порох марки 7/7): Ж-167 весом 0,205 кг либо ЖН-167 для осколочных снарядов, Ж-167 весом 0,2 или 0,21 кг для бронебойных калиберных снарядов, Ж-167П весом 0,217 кг для подкалиберных снарядов. На дне гильзы уложен воспламенитель весом 5 г в миткалёвом картузе, между стенкой гильзы и порохом вставлен флегматизатор весом 9,2 г, свёрнутый в трубку. Над зарядом уложен размеднитель в виде мотка свинцовой проволоки весом 4 г. Сверху заряд закреплён картонным кружочком, имеющим просечку в центре для обеспечения воспламенения трассёра. Выстрелы хранились в ящиках по 30 патронов, перед применением снаряжались в обоймы Ю-9 по 5 патронов, вес обоймы с патронами 8 кг. Выстрелы 61-К не имели взаимозаменяемости с выстрелами других 37-мм пушек (кроме созданных на её базе), за исключением 37-мм авиадесантной пушки образца 1944 года (ЧК-М1) и малосерийной авиационной пушки Ш-37, созданных на основе баллистики 61-К и использовавших аналогичные боеприпасы.
Осколочно-трассирующие снаряды ОР-167 использовались во время Великой Отечественной войны. В послевоенные годы на вооружение был принят снаряд ОР-167Н. Снаряды использовали взрыватель МГ-37 с самоликвидатором, срабатывавшим после удаления снаряда на дистанцию около 4000 м.
Бронебойно-трассирующий снаряд БР-167 сплошной (не имел разрывного заряда), остроголовый с баллистическим наконечником. Подкалиберный бронебойно-трассирующий снаряд обтекаемой формы БР-167П изначально разработан для пушки ЧК-М1, выпускался с 1944 года (всего за годы войны было выпущено около 100 тысяч 37-мм подкалиберных снарядов).
| Номенклатура боеприпасов                                            |                 |                 |             |                         |                           |
| Тип                                                                 | Индекс выстрела | Вес снаряда, кг | Вес ВВ, г   | Начальная скорость, м/с | Дальность табличная, м    |
| Осколочные снаряды                                                  |                 |                 |             |                         |                           |
| Осколочно-трассирующая граната со взрывателем МГ-37                 | УОР-167         | 0,732           | 37 (ТНТ)    | 880                     | 4000 (по самоликвидатору) |
| Осколочно-трассирующая граната со взрывателем Б-37 (послевоенный)   | УОР-167Н        | 0,735           | 34 (A-IX-2) | 880                     | ?                         |
| Калиберные бронебойные снаряды                                      |                 |                 |             |                         |                           |
| Остроголовый с баллистическим наконечником трассирующий сплошной    | УБР-167         | 0,785           | нет         | 872                     | 1500                      |
| Подкалиберные бронебойные снаряды                                   |                 |                 |             |                         |                           |
| Подкалиберный трассирующий обтекаемой формы (в войсках с 1944 года) | УБР-167П        | 0,62            | нет         | 960                     | 1000                      |

| Таблица бронепробиваемости для 61-К |                          |                          |
| Остроголовый калиберный сплошной бронебойный снаряд БР-167 |                          |                          |
| Дальность, м | При угле встречи 60°, мм | При угле встречи 90°, мм |
| 100 | 46                       | 56                       |
| 300 | 42                       | 52                       |
| 500 | 38                       | 47                       |
| 1000 | 31                       | 38                       |
| 1500 | 24                       | 30                       |
| Подкалиберный бронебойный снаряд обтекаемой формы БР-167П |                          |                          |
| Дальность, м | При угле встречи 60°, мм | При угле встречи 90°, мм |
| 100 | 67                       | 97                       |
| 300 | 60                       | 87                       |
| 500 | 54                       | 78                       |
| 1000 | 40                       | 57                       |
| Приведённые данные относятся к советской методике расчёта пробивной способности. Следует помнить, что показатели бронепробиваемости могут заметно различаться при использовании различных партий снарядов и различной по технологии изготовления брони. |                          |                          |

## Оценка проекта
37-мм зенитная пушка обр. 1939 года для своего времени была вполне современным орудием. Её конструкция оказалась очень удачной, что подтверждается продолжительной службой орудия и созданием массы его модификаций. Автоматика пушки обеспечивала надёжную работу в условиях запыления и отсутствия смазки, а возможность непрерывного питания патронами обуславливала высокую практическую скорострельность. Орудие было очень удобно в обслуживании. Из недостатков отмечается возможность задержек при стрельбе вследствие неправильного вложения обоймы. Тактико-технические характеристики пушки позволяли ей эффективно бороться с фронтовой авиацией противника, но до 1944 года войска испытывали острый дефицит автоматических зенитных орудий. Особенно остро эта проблема (усугублённая дефицитом боеприпасов и плохой обученностью расчётов) стояла в 1941 году, в результате чего советские войска оказались практически беззащитны против ударов люфтваффе, что явилось одной из причин поражений первого периода войны.
Зарубежные аналоги 61-К представлены шведскими, немецкими, английскими и американскими орудиями. Прототип 61-К, шведская 40-мм автоматическая зенитная пушка «Бофорс», благодаря удачной конструкции получила широкое распространение — помимо Швеции, она была принята на вооружение в Великобритании, США, Польше, Финляндии и других странах. По своим баллистическим характеристикам, пушка «Бофорс» несколько превосходила 61-К — она стреляла несколько более тяжёлым снарядом при близкой начальной скорости. В 1940 году в СССР были проведены сравнительные испытания трофейного «Бофорса» и 61-К, по их результатам комиссия отметила примерную равноценность орудий. В то же время в британской и американской армиях «Бофорсы» могли использоваться совместно со специально разработанными приборами управления зенитным огнём (ПУАЗО), обеспечивавшими автоматизированный расчёт точки прицеливания и наведение орудия на цель, что существенно повышало эффективность огня.
| Тактико-технические характеристики автоматических зенитных орудий калибра 37—40 мм |                                           |                                      |                                 |                                 |                    |                                      |
| Характеристика                                                                     | обр. 1939 г.                              | Bofors                               | Flak 36                         | Flak 43                         | QF 2 pdr AA Mk.I   | M1A2                                 |
| Страна                                                                             | Союз Советских Социалистических Республик | Швеция                               | Нацистская Германия             | Нацистская Германия             | Великобритания     | Соединённые Штаты Америки            |
| Калибр, мм/длина ствола, клб.                                                      | 37/62,6                                   | 40/56                                | 37/57                           | 37/57                           | 40/41              | 37/53,5                              |
| Масса в походном положении, кг                                                     | 2100                                      | 1920—2100                            | 2400                            | 2000                            | ?                  | 2777                                 |
| Масса в боевом положении, кг                                                       | 2100                                      | 1920—2100                            | 1550                            | 1250                            | 2280               | 2777                                 |
| Тип повозки                                                                        | четырёхколёсная с неотделяемым ходом      | четырёхколёсная с неотделяемым ходом | двухколёсная с отделяемым ходом | двухколёсная с отделяемым ходом | с отделяемым ходом | четырёхколёсная с неотделяемым ходом |
| Масса осколочного снаряда, кг                                                      | 0,73                                      | 0,9                                  | 0,62                            | 0,62                            | 0,71/0,91          | 0,61/0,87                            |
| Начальная скорость осколочного снаряда, м/с                                        | 880                                       | 800—880                              | 820                             | 820                             | 725/585            | 792/625                              |
| Скорострельность (практическая), выстр/мин                                         | 160—170 (80)                              | 140 (90)                             | 120 (100)                       | 230 (150)                       | 120 (114/98)       | 120 (90)                             |

В Германии, уделявшей большое значение развитию зенитной артиллерии, в период Второй мировой войны имелось несколько образцов 37-мм автоматических зенитных пушек. В 1935 году была принята на вооружение пушка 3,7 cm FlaK 18 фирмы «Рейнметалл», однако её серийное производство продолжалось недолго — военные не были довольны её четырёхколёсной повозкой, считая её слишком громоздкой. В результате произведённых доработок в серию пошла пушка 3,7 cm FlaK 36, отличавшаяся от Flak 18 двухколёсной повозкой с отделяемым ходом и рядом изменений в устройстве автомата. По сравнению с советским орудием, немецкое имело более слабую баллистику — более лёгкий снаряд, меньшую начальную скорость. В то же время немецкое орудие имело меньший вес в боевом положении, но больший — в походном. С 1943 года серийно выпускался новый зенитный автомат — 3,7 cm FlaK 43. Созданный на базе Flak 36, при той же баллистике он имел принципиально новую схему автоматики. По сравнению с советским орудием, Flak 43 имел несколько большую практическую скорострельность. Помимо одиночных установок, использовались и спаренные орудия Flakzwilling 43 как с вертикальным, так и с горизонтальным расположением стволов.
В Великобритании в 1937 году было решено приспособить для установки на полевые лафеты 40-мм пушки QF 2 pdr AA, известные под неофициальным названием «пом-пом». Данные орудия, ведущие свою историю с автоматических пушек Максима, активно использовались на кораблях английского флота. Однако сухопутный вариант орудия, существовавший как в одиночных, так и спаренных установках, был признан неудачным — орудия оказались слишком громоздкими для полевых частей; кроме того, пушка имела невысокую начальную скорость. Выпуск сухопутного варианта «пом-пома» оказался весьма ограниченным, орудия использовались только для ПВО важных объектов. После принятия на вооружение и разворачивания массового производства лицензионного «Бофорса» сухопутные «пом-помы» отправили обратно на корабли. Спаренная зенитно-противотанковая пушка на базе «пом-пома» использовалась японской армией.
В США ещё в 1924 году Джоном М. Браунингом и фирмой «Кольт» была создана 37-мм автоматическая зенитная пушка M1, в 1927 году принятая на вооружение американской армии, была окончательно доведена конце 1940 года. В годы Второй мировой войны выпускалась модификация орудия под индексом M1A2, имевшая модернизированный лафет. По сравнению с советским орудием, M1A2 имело более слабую баллистику, меньшую скорострельность и худшую подвижность. В то же время M1A2, в отличие от 61-К, могли комплектоваться ПУАЗО.
Поскольку в 1941 году 37-мм автоматические пушки обр. 1939 года штатно использовались как противотанковые, в таблице ниже приведены её характеристики в сравнении с таковыми наиболее распространённого советского противотанкового орудия данного периода — 45-мм противотанковой пушкой обр. 1937 года.
| Сравнительные характеристики 37-мм зенитной пушки обр. 1939 г. и 45-мм противотанковой пушки обр. 1937 г. |                    |                    |
| Характеристика                                                                                            | 37-мм обр. 1939 г. | 45-мм обр. 1937 г. |
| Калибр, мм/длина ствола, клб.                                                                             | 37/62,6            | 45/46              |
| Масса в боевом положении, кг                                                                              | 2100               | 560                |
| Высота в боевом положении, мм                                                                             | 2100               | 1200               |
| Скорострельность, выстр/мин.                                                                              | 160—170            | 20                 |
| Бронепробиваемость калиберным бронебойным снарядом под углом 90° на дистанции 500 м                       | 47                 | 43                 |
| Бронепробиваемость калиберным бронебойным снарядом под углом 90° на дистанции 1000 м                      | 38                 | 35                 |
| Стоимость, руб.                                                                                           | 55 000             | 14 200             |

Баллистические характеристики 61-К несколько превосходят таковые «сорокапятки». В 1941 году лобовое бронирование немецких танков не превышало 60 мм (обычно составляя 30—50 мм), что позволяло 61-К уверенно поражать бронетехнику противника на дистанциях менее 500 м, а при стрельбе в борт — и с больших дистанций. В то же время по сравнению с классическим противотанковым орудием 61-К имеет лишь одно явное преимущество — высокую скорострельность. Как противотанковое орудие 61-К имеет большие габариты, что затрудняет укрытие и маскировку орудия и повышает риск его уничтожения, слишком большую массу и соответственно плохую подвижность, и чрезмерно высокую стоимость — цена одной 61-К соответствовала цене почти четырёх «сорокапяток».

## Сохранившиеся экземпляры
Благодаря большому количеству выпущенных экземпляров и долгой службе в ряде стран, большое количество 37-мм пушек обр. 1939 года сохранилось в музеях, а также в виде памятников, прежде всего в странах бывшего СССР. В частности, 61-К можно увидеть в Музее артиллерии и инженерных войск в Санкт-Петербурге, Центральном музее Вооружённых Сил в Москве, в Музее отечественной военной истории в деревне Падиково Истринского района Московской области, в Музее героической обороны и освобождения Севастополя на Сапун-горе в Севастополе, в в уфимском Парке Победы, в Музее польской армии в Варшаве, в Парке Победы в Нижнем Новгороде, в американском военном музее (Абердинского полигона), в музее Батей-ха-осеф в Израиле и многих других.
На историко-культурном комплексе «Линия Сталина» в Беларуси действующая зенитка, установленная на бронепоезде, участвует в исторических реконструкциях, а другая — на стрелковой площадке, где двум стрелкам за небольшую плату можно пострелять из неё очередью из 10 выстрелов.

## 61-К в сувенирной и игровой индустрии
Сборные пластиковые модели-копии 61-К выпускаются белорусской фирмой PST в масштабе 1:72 в комплекте с моделями грузовиков ЗИС-5 и ЗИС-42. Также модель-копия 61-К с расчётом (два наводчика) в масштабе 1:72 выпускается фирмой "Звезда".
61-К можно увидеть в ряде компьютерных игр. Наиболее часто орудие представлено в стратегиях различной направленности: стратегиях в реальном времени, таких как Sudden Strike, «В тылу врага 2: Братья по оружию», «Блицкриг» и варгеймах, таких как Combat Mission II: Barbarossa to Berlin и получившая высокие оценки критиков за реалистичность «Вторая мировая», а также её развитии — игре «Искусство войны. Курская дуга».
Отражение тактико-технических характеристик артиллерии и особенностей её применения в бою во многих компьютерных играх далеко от реальности.

## Галерея
- Зенитчики, защищающие город от фашистских самолётов. 23 сентября 1941 г.
- Советская 37-мм зенитная пушка 61-К в музее-заповеднике «Малая Земля» (г.Новороссийск)
- Мемориал Рубеж Обороны Протвино